# Embrace (englische Band)
Embrace ist eine britische Band aus der Gegend zwischen Leeds, Huddersfield und Bradford. Der Stil der Band lässt sich grob als Britpop in einer Mischung aus Oasis und Coldplay beschreiben.

## Bandgeschichte
Die Band wurde Mitte der 1990er Jahre von den Brüdern Danny und Richard McNamara gegründet, die anschließend über eine Zeitungsanzeige den Schlagzeuger Michael Heaton und den Bassisten Steven Firth fanden. Nachdem Richard McNamara den Song Retread geschrieben hatte, gelang es der Band 1996 Plattenverträge mit Hut Recordings (Virgin Group) und DGC Records auszuhandeln. Ihre Debütsingle All You Good Good People erschien im Februar 1997 noch beim Independent-Plattenlabel Fierce Panda. Es folgten einige erfolgreiche EPs, von denen zwei bis in die Top Ten der UK-Charts kamen, und eine Nominierung für den Brit Award als beste Newcomer. 1998 erschien dann das Debütalbum The Good Will Out, das auf Platz eins einstieg und Platin-Status erreichte. Es folgten mit Drawn from Memory (2000) und If You've Never Been (2001) zwei weitere Alben, die es ebenfalls in die Top Ten schafften und die insgesamt sechs Top-40-Hits hervorbrachten. Obwohl die Band gegen Ende der 1990er Jahre bereits als „Retter des Britpop“ und „die neuen Oasis“ bezeichnet wurde und um den Keyboarder Mick Dale erweitert worden war, kamen sie an den Erfolg des Debütalbums nicht mehr heran, und trotz eines Plattenvertrags mit DGC Records in den USA konnten sie außerhalb Großbritannien nicht Fuß fassen. Zudem überwarfen sie sich mit der Plattenfirma und verloren nach der Veröffentlichung eines Best-of-Albums 2001 den Plattenvertrag.
Drei Jahre später gelang das Comeback mit der Top-Ten-Single Gravity, die von Coldplay-Sänger Chris Martin geschrieben worden war. Dieser zeigte mit dem Song seine Freundschaft und Dankbarkeit gegenüber Embrace, die an dem anfänglichen Erfolg von Coldplay maßgeblich beteiligt waren, da sie Coldplay in ihr Bühnenprogramm Mitte der neunziger Jahre als Vorgruppe aufgenommen hatten. Das Album Out of Nothing (engl. aus dem Nichts) folgte. Es wurde ihr zweites Nummer-eins- und Platin-Album und konnte sich als einziges ihrer Alben auch in Deutschland in den Charts platzieren.
Nach dem erfolgreichen Comeback legte die Band im Frühjahr 2006 mit einem weiteren Studioalbum namens This New Day nach, das erneut Platz eins der britischen Charts erreichte. Als erste Single erschien Nature's Law, mit einer Nummer-zwei-Platzierung ihr größter Singlehit. Anfang Juni 2006 veröffentlichte die Band mit World at Your Feet den offiziellen WM-Song der englischen Fußballnationalmannschaft. Er kam auf Platz drei der Charts.
In den Jahren darauf nahm die Band eine Auszeit, in der die Musiker andere Projekte verfolgten. So gründete Mickey Dale als Nebenprojekt die Band Talk to Angels und Mike Heaton eröffnete eine Schlagzeug-Schule. Erst 2011 kamen sie wieder zusammen, um neues Material aufzunehmen und es dauerte weitere drei Jahre, bis mit dem Album Embrace die nächste Veröffentlichung kam. Der Stil der Band war modernisiert worden und ihre Musik zeigte mehr elektronische Elemente. Im April 2014 erreichte es Platz fünf der Charts.

## Diskografie

### Alben
| Jahr | Titel                                    | Höchstplatzierung, Gesamtwochen, AuszeichnungChartplatzierungen (Jahr, Titel, Platzierungen, Wochen, Auszeichnungen, Anmerkungen) | Höchstplatzierung, Gesamtwochen, AuszeichnungChartplatzierungen (Jahr, Titel, Platzierungen, Wochen, Auszeichnungen, Anmerkungen) | Anmerkungen |
| Jahr | Titel                                    | DE | UK | Anmerkungen |
| ---- | ---------------------------------------- | --- | --- | ----------- |
| 1998 | The Good Will Out                        | — | UK1 Platin · (21 Wo.)UK |             |
| 2000 | Drawn from Memory                        | — | UK8 Gold · (13 Wo.)UK |             |
| 2001 | If You’ve Never Been                     | — | UK9 Silber · (3 Wo.)UK |             |
| 2002 | Fireworks – Singles 1997–2002            | — | UK36 Gold · (2 Wo.)UK | Kompilation |
| 2004 | Out of Nothing                           | DE86 (1 Wo.)DE | UK1 ×2Doppelplatin · (30 Wo.)UK                                                                                                   |             |
| 2006 | This New Day                             | — | UK1 Gold · (12 Wo.)UK |             |
| 2014 | Embrace                                  | — | UK5 (4 Wo.)UK |             |
| 2018 | Love Is a Basic Need                     | — | UK5 (1 Wo.)UK |             |
| 2021 | Best of Live - From the Cellar of Dreams | — | UK59 (1 Wo.)UK |             |
| 2022 | How to Be a Person Like Other People     | — | UK9 (1 Wo.)UK |             |

Weitere Alben
- Dry Kids (B-Sides 1997 - 2005) (2005)

### EPs
| Jahr | Titel                      | Höchstplatzierung, Gesamtwochen, AuszeichnungChartsChartplatzierungen (Jahr, Titel, Platzierungen, Wochen, Auszeichnungen, Anmerkungen) | Anmerkungen                                                                                                  |
| Jahr | Titel                      | UK | Anmerkungen                                                                                                  |
| ---- | -------------------------- | --- | --- |
| 1997 | Fireworks                  | UK34 (2 Wo.)UK | EP, enthält die Titel: The Last Gas, Now You’re Nobody, Blind, Fireworks                                     |
| 1997 | One Big Family             | UK21 (3 Wo.)UK | EP, enthält die Titel: One Big Family, Dry Kids, You’ve Only Got to Stop to Get Better, Butter Wouldn’t Melt |
| 1997 | All You Good Good People   | UK8 (4 Wo.)UK | EP, enthält die Titel: All You Good Good People, You Don’t Amount to Anything, The Way I Do, Free Ride       |
| 1998 | Come Back to What You Know | UK6 (8 Wo.)UK | EP, enthält die Titel: Come Back to What You Know, Love Is Back, If You Feel Like a Sinner, Perfect Way      |

### Singles
| Jahr | Titel Album                                            | Höchstplatzierung, Gesamtwochen, AuszeichnungChartsChartplatzierungen (Jahr, Titel, Album, Platzierungen, Wochen, Auszeichnungen, Anmerkungen) | Anmerkungen |
| Jahr | Titel Album                                            | UK | Anmerkungen |
| ---- | ------------------------------------------------------ | --- | ----------- |
| 1999 | My Weakness Is None of Your Business The Good Will Out | UK9 (4 Wo.)UK |             |
| 1999 | Hooligan Drawn from Memory                             | UK18 (3 Wo.)UK |             |
| 2000 | You’re Not Alone Drawn from Memory                     | UK14 (3 Wo.)UK |             |
| 2000 | Save Me Drawn from Memory                              | UK29 (3 Wo.)UK |             |
| 2000 | I Wouldn’t Wanna Happen to You Drawn from Memory       | UK23 (2 Wo.)UK |             |
| 2001 | Wonder If You’ve Never Been                            | UK14 (4 Wo.)UK |             |
| 2001 | Make It Last If You’ve Never Been                      | UK35 (2 Wo.)UK |             |
| 2004 | Gravity Out of Nothing                                 | UK7 Silber · (7 Wo.)UK |             |
| 2004 | Ashes Out of Nothing                                   | UK11 Silber · (8 Wo.)UK |             |
| 2005 | Looking as You Are Out of Nothing                      | UK11 (3 Wo.)UK |             |
| 2005 | A Glorious Day Out of Nothing                          | UK28 (2 Wo.)UK |             |
| 2006 | Nature’s Law This New Day                              | UK2 (10 Wo.)UK |             |
| 2006 | World at Your Feet This New Day                        | UK3 (6 Wo.)UK |             |
| 2006 | Target This New Day                                    | UK29 (1 Wo.)UK |             |
| 2006 | I Can’t Come Down This New Day                         | UK54 (1 Wo.)UK |             |

Weitere Singles
- All You Good Good People 7" (1996)
- Follow You Home (2014)
- Refugees (2014)